# Podgrad, Šentjur
Podgrad je naselje v Občini Šentjur. V naselju je nekoč stal Grad Anderburg.